# Triple-Entente
Pour les articles homonymes, voir Triple alliance.
 (juin 2018).
Si vous disposez d'ouvrages ou d'articles de référence ou si vous connaissez des sites web de qualité traitant du thème abordé ici, merci de compléter l'article en donnant les références utiles à sa vérifiabilité et en les liant à la section « Notes et références ».

En marron, la Triplice, en vert la Triple-Entente. Sur cette carte de 1914, l'Italie est toujours dans le camp de la Triple-Alliance, mais elle en sort dès le déclenchement du conflit, avant de basculer dans la Triple-Entente en 1915.

Les alliances effectives durant la guerre.

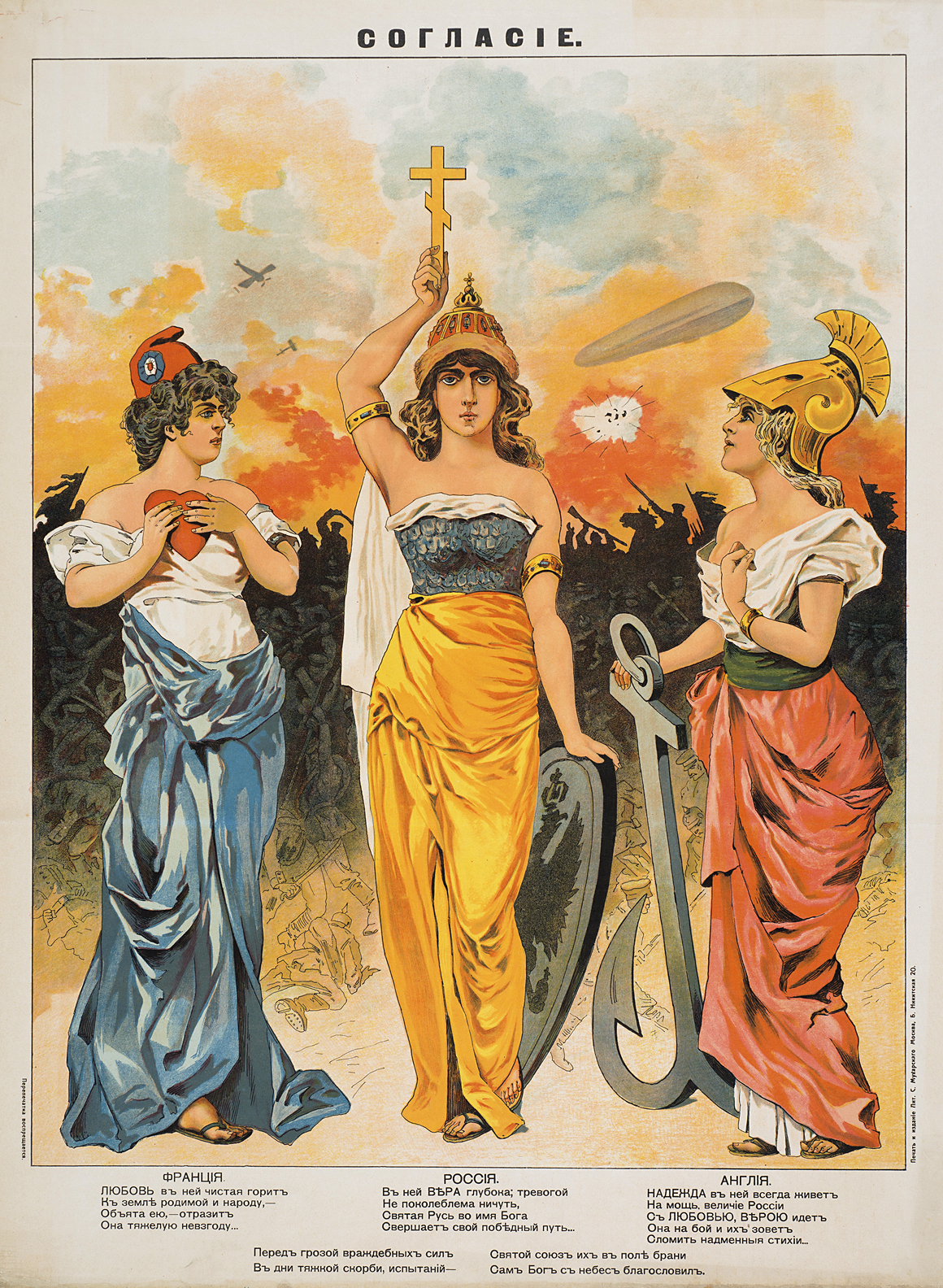
Affiche russe de 1914 symbolisant la Triple-Entente avec Marianne, la Mère Russie et Britannia.

Avant et au cours de la Première Guerre mondiale, la Triple-Entente est l'alliance militaire de la France, du Royaume-Uni et de l'Empire russe. Ces alliés s'opposent lors de ce conflit à ceux de la Triplice ou Triple-Alliance (Allemagne, Autriche-Hongrie, Italie avant 1915).
Elle résulte de plusieurs accords bilatéraux entre les trois pays.
Au début du conflit, la France, le Royaume-Uni, la Russie et les colonies de ces pays (comme le Canada) font partie de la Triple-Entente. Ils s’entendent entre eux pour s’aider en cas de conflit. Plus tard, durant la guerre, d’autres pays viendront leur prêter main-forte, dont les États-Unis.

## Histoire
Il y a tout d'abord une convention militaire entre la France et la Russie le 17 août 1892, puis une alliance franco-russe, le 27 décembre 1893. Quelques années plus tard, le 8 avril 1904, la France et le Royaume-Uni signent l'Entente cordiale, traité de portée surtout symbolique qui marque un rapprochement diplomatique entre les deux pays.
Mais surtout, le Royaume-Uni, après l'entrevue de Guillaume II et de Nicolas II en juillet 1905, s'était inquiété d'une tentative de rapprochement de la part de l'Allemagne vis-à-vis de la Russie. Il se décide donc à sortir de son « splendide isolement » et à régler ses différends avec la Russie. Cela aboutit à l'accord du 31 août 1907 avec la convention anglo-russe où les deux puissances délimitent leurs zones d'influence en Afghanistan, en Perse et au Tibet.
Ce rapprochement ne comportait aucune alliance proprement dite, mais, ajouté à l'alliance franco-russe et à l'Entente cordiale, cet accord, à propos de litiges asiatiques, ébauche une Triple-Entente face à la Triplice (ou Triple Alliance).
Ce sont en premier lieu les crises balkaniques, provoquées par l'Autriche-Hongrie, et en second lieu les crises provoquées par l'Allemagne (la canonnière d'Agadir, le Bec de canard en Afrique) qui allaient lui donner sa cohésion et, ensuite, aboutir à la Grande Guerre en 1914.